# Assorbimento acustico
Il fonoassorbimento è la capacità di un materiale (detto "fonoassorbente") di assorbire l'energia sonora, riducendo così il cosiddetto "riverbero".
Si distingue dal fonoisolamento, che è invece la capacità di riflettere l'energia sonora.

## Caratteristiche
Alcune caratteristiche dei materiali fonoassorbenti sono:
- Porosità: l'aria racchiusa, messa in vibrazione dall'onda sonora, ne dissipa in calore l'energia. In generale pori paralleli alla direzione di flusso implicano minore assorbimento.
- Resistenza al flusso: {\displaystyle R={\frac {\Delta p}{du}}}, ovvero il rapporto tra la perdita di pressione che subisce l'aria per attraversare il materiale e il prodotto tra lo spessore del materiale e la velocità di attraversamento valutata per la sezione apparente di deflusso.
- Trasparenza acustica: indica la capacità del materiale di assorbire l'aria in vibrazione; quanto più facilmente essa penetra e quanto più è elevata la resistenza al flusso, tanto più l'assorbimento è elevato.

Un materiale fonoassorbente dovrebbe avere contemporaneamente elevata trasparenza acustica (e quindi bassa resistenza al flusso) e buona dissipazione dell'energia penetrata (e quindi alta resistenza al flusso): proprietà quindi contrastanti. Si deve quindi realizzare il migliore compromesso possibile.
La fonoassorbenza aumenta all'aumentare della frequenza dell'onda sonora incidente. Un elemento acustico, posto a una distanza dal supporto rigido pari a 1/4 di lunghezza d'onda, produce un risultato pari a un elemento di spessore pari al precedente più la spaziatura.
Un elemento che sia, oltre che poroso, anche flessibile aumenta la dissipazione di energia sonora in quanto la sua superficie viene messa in vibrazione. Un elemento impermeabile, per poter essere fonoassorbente, deve essere flessibile e smorzato; particolarmente efficace risulta per frequenze che lo mettano in risonanza, che di solito sono basse frequenze: ecco allora dimostrata la sua complementarità a elementi porosi, per i quali l'assorbimento migliore è alle alte frequenze.

## Tipi di assorbitori
- Un pannello acustico è tipicamente formato da una superficie ad elevata trasparenza acustica e da un riempitivo con porosità disposte in direzione diversa da quella del flusso (quindi elevata resistenza al flusso): in questo modo l'onda sonora penetra con facilità e quindi viene dissipata all'interno.
- Un risuonatore acustico è una cavità dotata di una certa frequenza di risonanza, comunicante con l'ambiente per mezzo di uno stretto collo dove, in condizioni appunto di risonanza, si ha un'elevata dissipazione di energia. È efficace per basse frequenze.
- Si ricordano infine gli assorbitori sospesi, pannelli o solidi appesi al soffitto.

## Formule
Un ambiente sottoposto a trattamenti per migliorarne l'assorbimento acustico vede una diminuzione del livello sonoro pari a (in dB):
{\displaystyle \Delta L=10\log {\frac {A_{2}}{A_{1}}}=10\log {\frac {\tau _{1}}{\tau _{2}}}}
dove A indica l'assorbimento, τ il tempo di riverberazione e i pedici 1 e 2 lo stato iniziale e finale.
Si sottolinea che difficilmente si arrivano a 10 dB di miglioramento, e comunque questo vale solo per il campo riflesso e non per quello diretto.

## Effetti in ambienti chiusi
In un ambiente chiuso, quando un'onda acustica colpisce una superficie perimetrale, una parte dell'energia sonora è assorbita e una parte riflessa. L'energia riflessa rimane in gioco per un determinato periodo di tempo a causa delle successive molteplici riflessioni che vengono a realizzarsi.
Il parametro di valutazione di questo fenomeno è il tempo di riverberazione che risulta inversamente proporzionale alle unità di assorbimento dell'ambiente. Il parametro più utilizzato per descrivere il tempo di riverberazione è T60, corrispondente al tempo necessario a ridurre di 60 dB un suono. Sono utilizzati altri parametri come T30 e T10. T60 viene calcolato in via teorica con la formula:
- T60=0,16V/A

dove:
- T60 è l tempo di riverberazione in secondi
- A è l'unità di assorbimento = ∑S*α
  - S = superfici perimetrali
  - α = coefficiente di assorbimento
- V è il volume dell'ambiente.

Un tempo di riverberazione eccessivo interferisce con l'intelligibilità del segnale originale, che può diventare incomprensibile in quanto le onde sonore riverberate, e quindi ritardate, si sovrappongono a quelle della sorgente generando un effetto eco. In ambienti come sale convegni, teatri, ristoranti, ambienti industriali ecc., dove la rumorosità ambientale deve essere bassa e/o la nitidezza del segnale sonoro devono essere elevate si utilizzano trattamenti fonoassorbenti delle pareti e/o del soffitto, come intonaci con speciali proprietà.
In questo modo si riesce a condizionare tali fenomeni e ad ottenere un livello sonoro inferiore rispetto a quello che si determinerebbe nel caso in cui le pareti fossero completamente riflettenti. La risposta acustica degli intonaci fonoassorbenti è funzione del loro spessore.